# Formia
Formia település Olaszországban, Lazio régióban, Latina megyében. Lakosainak száma 37 136 fő (2023. január 1.). Formia Gaeta, Minturno, Esperia, Itri és Spigno Saturnia községekkel határos.

## Népesség
A település lakossága az elmúlt években az alábbi módon változott:
| Lakosok száma | 38 145 | 38 032 | 37 136 |
|               | 2017   | 2018   | 2023   |

## Híres szülöttjei
- Dino Fava labdarúgó